# Bicapa lipídica

Vista transversal d'una bicapa lipídica composta íntegrament de fosfatidilcolina

Una bicapa lipídica és una estructura de dues capes formades per la unió de molts lípids. Aquesta disposició és de vital importància biològica, ja que forma part principalment de la membrana plasmàtica de totes les cèl·lules dels organismes. Entre altres funcions, ajuda a protegir la cèl·lula de l'exterior i proporciona unes condicions estables en el seu interior. A més a més afavoreix el transport de nutrients cap al seu interior i l'extracció de substàncies tòxiques. Una altra de les seves funcions serà deguda al fet que en l'interior de la membrana hi ha proteïnes inserides que creen una interacció amb altres cèl·lules o amb substàncies de dins o fora la cèl·lula.
Totes aquestes funcions són possibles gràcies al fet que estan compostes per fosfolípids amfipàtics; tenen un cap fosfat hidròfil i una cua hidrofòbica que consisteix en dues cadenes d'àcids grassos. Això permet que, en medis aquosos, puguin crear micel·les fins a formar els diferents tipus de bicapa, que són constituïdes per dues micel·les unides.

## Lípids en la bicapa lipídica

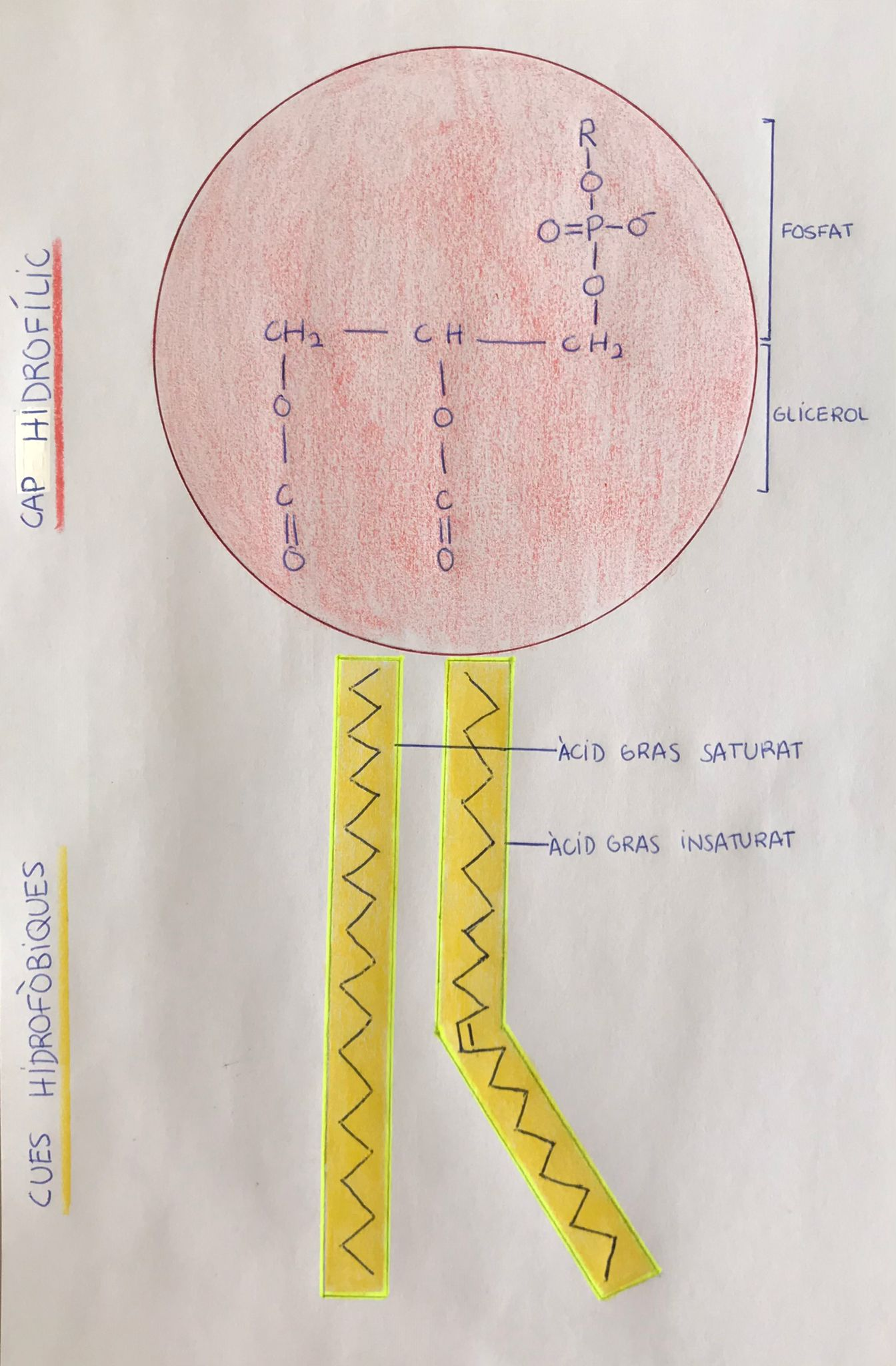
Composició bàsica d'un fosfolípid

El terme «bicapa lipídica» fa referència a una estructura formada principalment per lípids complexos. Dins del grup de lípids en general, aquest grup heterogeni de substàncies, formades per àcids grassos, un alcohol i un tercer grup de molècula polar, tenen com a funció principal la de construir estructures cel·lulars, com per exemple, les membranes.
Principalment hi ha el grup dels fosfolípids, formats per una molècula de glicerol, dues molècules d'àcids grassos i una d'àcid fosfòric (aquest àcid fosfòric sovint està unit a un component polar, generalment un compost aminat, una base nitrogenada o un aminoàcid, tot i que algunes vegades és un alcohol). Dins d'aquest grup es troben diferents lípids que poden constituir la bicapa, per exemple els esfingoglicolipids. Aquests últims estan formats per una esfingosina, dues molècules d'àcids grassos i una d'àcid fosfòric acompanyat d'un grup amino. També destaquen els glicerofosfolípids que presenten la mateixa estructura, però l'àcid fosfòric es troba enllaçat amb un glicerol.
Les bicapes lipídiques, en estar formades per àcids grassos, contenen lípids amfipàtics, és a dir, lípids que gaudeixen d'una part hidrofòbica (apolar) que seria la cadena carbonada i una altra part hidrofílica (polar) que ve donada de la unió d'un àcid carboxílic i un altre grup. Per això en medis aquosos, de forma espontània, es formen micel·les. Primerament es produeix una emulsificació i a continuació es formen aquestes micel·les. La unió de dues d'elles podran arribar a formar una bicapa lipídica. D'aquesta manera la part hidrofòbica es queda dins del cercle, fent que no hi hagi repulsió amb els líquids polars, i la part hidrofílica, es queda a l'exterior interactuant amb els medis polars. A causa d'aquesta estructura, la part de dins, està totalment protegida contra canvis exteriors.

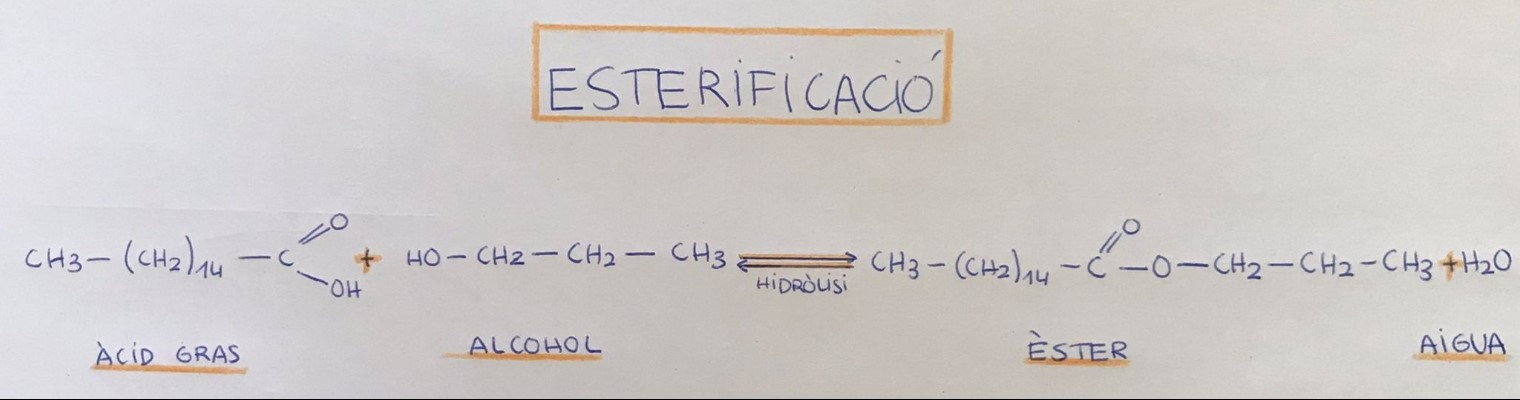
Enllaç estèric

Per arribar a formar aquestes estructures és necessari un procés d'esterificació. Aquest procés consisteix en la unió dels àcids grassos amb l'alcohol mitjançant un enllaç covalent, anomenat enllaç estèric, que acabarà creant un èster gràcies al grup carboxil de l'àcid gras i l'alliberament d'una molècula d'aigua.

## Funcions biològiques
La principal funció de la bicapa lipídica és la separació de compartiments aquosos amb diferents composicions, com per exemple, separar el citoplasma de l'entorn. Sense aquesta delimitació entre dos compartiments seria impossible la vida. Per aquest motiu pràcticament tots els éssers vius presenten una membrana formada per una bicapa lipídica i, per tant, aquesta funció és de vital importància. L'excepció la representen algunes espècies, ja que la seva membrana està formada per una monocapa lipídica.
A més a més la bicapa lipídica té una funció estructural i, gràcies a les seves propietats detergents, afavoreixen la solubilitat del colesterol a la bilis.
Les bicapes lipídiques poden ser de diferents tipus. L'estructura més freqüent en els organismes eucariotes, bacteris i alguns virus és la bicapa d'àcids grassos, composta per fosfolípids amfipàtics. Aquest tipus de bicapa es troba en la membrana plasmàtica, en les membranes dels orgànuls membranosos eucariotes i en la membrana externa d'alguns bacteris. En la membrana dels arqueus, hi ha una bicapa o monocapa d'hidrocarburs isoprenoides units.
Tot i que hi ha un model de bicapa lipídica no totes les bicapes lipídiques són exactament iguals, ja que s'especifiquen i s'adapten segons on es trobin. Per exemple, en les cèl·lules nervioses hi ha més esfingoglicolípids de tipus gangliòsids, ja que són receptors de membrana d'algunes toxines i certs virus. I en la membrana de les cèl·lules que es troben en teixits musculars, hi ha més proteïnes, ja que participen en l'activitat metabòlica.
A causa de l'existència d'aquests dos tipus es poden veure dos tipus de membrana plasmàtica, l'eucariota i la procariota. La membrana eucariota conté altres lípids a part dels fosfolípids com el colesterol o els esfingolípids. A més a més, hi ha diferents tipus de proteïnes que travessen la membrana i també hi pot haver glúcids, glicolípids i glicoproteïnes. Poden fer el procés d'invaginació, cosa que permet l'exocitosi per a l'excreció i l'endocitosi per a l'absorció de partícules sòlides (fagocitosis) o líquides (pinocitosi). Aquest tipus de membrana té la capacitat de fer la transducció per poder respondre a la informació del medi ambient.
La membrana procariota es compon aproximadament d'un 60 per cent de fosfolípids i un 40 per cent de proteïnes, encara que pot haver-hi algun glucolípid. A més a més de les funcions que pot fer una membrana plasmàtica qualsevol, la membrana procariota intervé en processos de degradació o catabòlics i en processos biosintètics o anabòlics com ara la síntesi de la paret cel·lular. També participa en processos bioenergètics com per exemple el transport d'electrons.

## Lípids en la membrana plasmàtica
Les propietats de la membrana plasmàtica deriven de les propietats físico-químiques dels components lipídics majoritaris que formen la bicapa lipídica: els glicerofosfolípids i els esfingolípids.
Aquestes propietats fisicoquímiques dels lípids són:
- La fluïdesa de les molècules lipídiques per desplaçar-se lliurement. Aquesta depèn tant de la temperatura com de la composició dels seus àcids grassos i del seu contingut en colesterol. El colesterol cohesiona el conjunt de la membrana i li aporta estabilitat: es disposa en els espais que deixen els àcids grassos, de manera que disminueix la fluïdesa excessiva de cadascuna de les capes i a més a més impedeix que els lípids de la membrana s'uneixin entre si, fet que produiria la ruptura de la bicapa per un procés de cristal·lització.
- Capacitat d'aïllament. Gràcies a aquesta propietat es pot separar les reaccions químiques que es donen a l'interior de la cèl·lula amb les que es donen a l'exterior i protegeix la cèl·lula de possibles substàncies tòxiques que poden voler entrar en ella.

Però la membrana també està composta per altres molècules que contribueixen a la funcionalitat d'aquesta, com serien les proteïnes i els glúcids. La unió d'aquests amb els lípids formen el conegut mosaic fluid, un model de l'estructura de la membrana plasmàtica proposada per S.Singer i G.L. Nicolson en el 1972. D'acord amb els indicis experimentals que van fer, van arribar a la conclusió que les membranes no són estructures fixes, sinó que els seus components es troben en estat fluid i això permet la seva mobilitat. Per tant, segons el model de mosaic fluid, les membranes són estructures dinàmiques, amb moviment.
Els lípids constituents de la membrana plasmàtica més abundants són: els fosfolípids (glicerofosfolípids i esfingolípids), el colesterol i els glicolípids, encara que també hi poden haver àcids grassos. Els nivells de quantitat d'aquests lípids varien segons la membrana que formin.
Que la membrana estigui formada per aquesta bicapa lipídica comporta la possible unió amb altres molècules que contribueixen en les tasques de la membrana. Com per exemple seria el cas de les proteïnes, que desenvolupen funcions estructurals entre d'altres. S'acoblen entre els lípids creant diversos tipus de proteïnes membranoses que es poden classificar en: extrínseques o perifèriques i intrínseques o integrals. Un altre exemple serien els glúcids, que també formen part de les membranes encara que estan en molta menys quantitat i que desenvolupen funcions molt específiques.

## Rellevància evolutiva
Durant l'evolució química es van formar molècules semblants als fosfolípids a partir de cadenes hidrocarbonades llargues. Aquestes molècules, gràcies a les seves característiques amfipàtiques, foren capaces d'encapsular gotetes d'aigua que contenien compostos orgànics en dissolució. L'aparició d'aquestes primeres membranes fou un pas decisiu, ja que permetia aïllar-se de l'entorn i mantenir unes propietats i condicions diferents de la matèria del seu voltant. Segons l'última teoria evolutiva (La teoria d'Oparin i Haldane) es van formar els primers coacervats, unes microsferes envoltades per una membrana lipídica. Aquest fet junt amb altres factors va suposar un pas important per a l'aparició i selecció de les primeres cèl·lules, fa aproximadament 3800 Ma.